# 皮奥伊州圣若昂
皮奥伊州圣若昂（葡萄牙語：São João do Piauí）是巴西皮奥伊州的一个市镇。总面积1532.432平方公里，总人口18692人，人口密度12.2人/平方公里。